# BartPE
BartPE (Bart’s Preinstalled Environment) — облегченный (урезанный) вариант 32-битной версии ОС Microsoft Windows XP или Windows Server 2003, подобный Windows Preinstallation Environment, без инсталляции запускаемый с диска Live CD или Live USB.
Образ системы BartPE создаётся с помощью PE Builder, свободной программы, автор которой Bart Lagerweij. Для работы требуется легальный (лицензионный) экземпляр Windows XP или Windows Server 2003 соответственно. При помощи плагинов в создаваемый образ могут быть включены дополнительные утилиты.
Как свойственно для дисков Live CD (или Live USB), BartPE позволяет загружать ОС Windows, даже когда аппаратный или программый сбой мешает работоспособности ОС, установленной на жестком диске компьютера. Например, такая загрузка может потребоваться для восстановления удалённых или испорченных файлов, для сканирования и лечения антивирусными программами (когда заражены системные файлы), а также для сброса утраченного пароля администратора.

## PE Builder
PE Builder (или Bart PE Builder) — программа для подготовки загрузочных образов BartPE.